# Tropidia
Tropidia is een geslacht met een dertigtal soorten tropische orchideeën uit de onderfamilie Epidendroideae.
Het zijn weinig opvallende orchideeën afkomstig uit India, Zuidoost-Azië en Oceanië.

## Naamgeving enetymologie
- Synoniem: Cnemidia Lindl., Decaisnea Lindl., Govindooia Wight, Muluorchis J.J. Wood, Schaenomorphus Thorel ex Gagnep., Schoenomorphus Thorel ex Gagnep.

De botanische naam Tropidia is afkomstig uit het Oudgriekse τροπιδεῖον, tropideion (kiel), naar de kielvormige bloemlip van enkele soorten.

## Kenmerken
Tropidia-soorten zijn kruidachtige, terrestrische orchideeën die in groepjes bij elkaar groeien. Enkele soorten zijn epiparasitisch. De bloemstengel is rechtopstaand, grasachtig, vertakt of enkelvoudig, met slechts enkele gesteelde, elkaar overlappende en geplooide bladeren.
De bloeiwijze is meestal een eindstandige, weinig- tot veelbloemige tros of aar met kleine, weinig opvallende gele of groenwitte bloemen. De zijdelingse kelkbladen zijn gefusioneerd aan de basis en vormen daar een klein mentum. De kroonbladen zijn bijna gelijk aan de kelkbladen, maar iets korter en met een spitse top. De bloemlip is ongesteeld, met een kiel- of zakvormige basis. Het gynostemium is kort en vlezig. De enige helmknop staat rechtop, dwars op de as van het gynostemium, en draagt twee ongesteelde pollinia en een eindstandig viscidium.

## Habitaten verspreiding
Tropidia zijn terrestrische planten uit de ondergroei van schaduwrijke bossen van de subtropische- en tropische gebieden van India, Sri-Lanka, China, Japan, Indonesië, Nieuw-Guinea, Nieuw-Caledonië en Fiji. Eén soort, Tropidia polystachya, komt voor in de Neotropen: Florida, Midden- en Zuid-Amerika.

## Taxonomie
Tropidia wordt samen met het zustergeslacht Corymborkis tot de tribus Tropidieae gerekend.
Het geslacht omvat een dertigtal soorten. De typesoort is Tropidia curculigoides Lindl. (1840).
- Tropidia acuminata Schltr. (1911)
- Tropidia angulosa (Lindl.) Blume (1859)
- Tropidia bambusifolia (Thwaites) Trimen (1885)
- Tropidia connata J.J.Wood & A.L.Lamb (1994)
- Tropidia corymbioides Schltr. (1919)
- Tropidia curculigoides Lindl. (1840)
- Tropidia disticha Schltr. (1905)
- Tropidia effusa Rchb.f. (1868)
- Tropidia emeishanica K.Y.Lang (1982)
- Tropidia gracilis Schltr. (1905)
- Tropidia janowskyi J.J.Sm. (1915)
- Tropidia mindanaensis Ames (1912)
- Tropidia mindorensis Ames (1907)
- Tropidia multiflora J.J.Sm. (1945)
- Tropidia multinervis Schltr. (1911)
- Tropidia nipponica Masam. (1929)
- Tropidia pedunculata Blume (1859)
- Tropidia polystachya (Sw.) Ames (1908)
- Tropidia ramosa J.J.Sm. (1908)
- Tropidia reichenbachiana Kraenzl. (1886)
- Tropidia robinsonii Ames (1923)
- Tropidia saprophytica J.J.Sm. (1927)
- Tropidia schlechteriana J.J.Sm. (1908)
- Tropidia septemnervis (Schauer) Rchb.f. (1852)
- Tropidia similis Schltr. (1911)
- Tropidia somai Hayata (1916)
- Tropidia territorialis D.L.Jones & M.A.Clem. (2004)
- Tropidia triloba J.J.Sm. (1908)
- Tropidia viridifusca Kraenzl. (1929)